# بیورن گوستافسون (زاده ۱۹۳۴)
بیورن گوستافسون (انگلیسی: Björn Gustafson؛ ‏ ۳۰ نوامبر ۱۹۳۴) بازیگر اهل سوئد است. وی از سال ۱۹۵۶ میلادی تاکنون مشغول فعالیت بوده‌است.
از فیلم‌ها یا سریال‌های تلویزیونی که وی در آن نقش داشته‌است، می‌توان به بهترین نیات، اوکه و دنیای او، امیل و خوک، گاو نر، بزرگترین سرقت دارودسته ینسون، پی و بی و بمبی بیت و من اشاره کرد.